# Falko Marx
Falko Marx (* 1. Juli 1941 in Köln; † 29. Dezember 2012 ebenda) war ein deutscher Goldschmied.

## Leben und Werk
Falko Marx gilt als einer der großen Eklektizisten unter den Goldschmieden des Autorenschmucks.
Marx studierte an den Kölner Werkschulen (1961–1965) bei der Goldschmiedin Elisabeth Treskow. Nach einem Studienaufenthalt in Amsterdam eröffnete er in Köln ein Atelier.
Seine Arbeiten beziehen häufig unkonventionelle Materialien mit ein. Neben Edelmetallen und Schmucksteinen tauchen auch archäologische Funde, Gegenstände des täglichen Lebens oder banale Materialien wie bedrucktes Dosenblech in seinen Arbeiten auf. Durch die Einbeziehung von Wasser in Ringen und Armreifen thematisierte er Bewegung in seinem Schmuck.
Im Jahr 1990 erhielt Marx den Herbert Hofmann Preis. Im Rahmen einer Ausstellung im MAKK, Köln im Jahr 2009 erschien eine Monografie, die etwa sechzig Werke von ihm dokumentiert.
Marx’ Werk ist in bedeutenden Sammlung einschließlich der Helen Williams Drutt Sammlung, im Museum of Fine Arts, Houston, der Sammlung der Dannerstiftung in der Pinakothek der Moderne in München und dem Museum für Angewandte Kunst in Köln zu sehen.